# Araneus adiantiformis
Araneus adiantiformis là một loài nhện trong họ Araneidae.
Loài này thuộc chi Araneus. Araneus adiantiformis được Lodovico di Caporiacco miêu tả năm 1941.